# Завод електрозварювального устаткування (Каховка)
Каховський завод електозварювального устаткування (КЗЕЗУ) — відкрите акціонерне товариство, одне з найбільших в Україні та теренах колишнього СРСР за обсягом виробництва, номенклатурі продукції та чисельності робітників, виробник та розроблювач сучасного електрозварювального устаткування для контактної та стикового зварювання. Завод плідно співпрацював з інститутом електрозварювання імені Є. В. Патона, що дозволило на найвищому технічному рівні розробляти та виготовляти універсальне та спеціалізоване електрозварювальне устаткування і технології зварювання.

## Історія
Підприємство засноване у 1929 році. Його першою продукцією були поршневі кільця для тракторних двигунів. В подальшому завод розпочав випуск сільськогосподарського інвентарю, виготовлення будівельних механізмів, металоконструкцій, займався ремонтом екскаваторів, кранів, двигунів та іншої техніки.

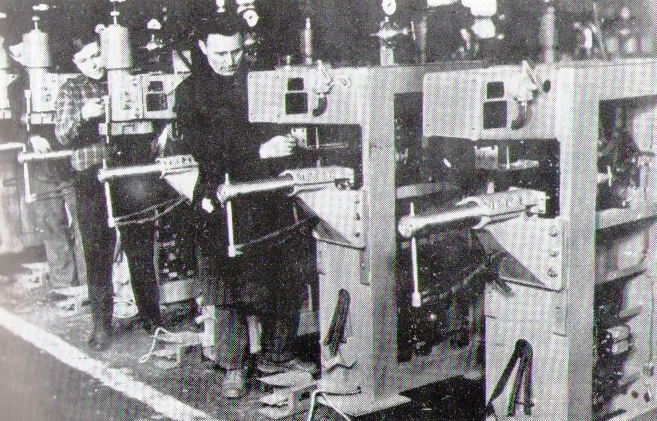
Конвеєрна дільниця складання перших електрозварювальних машин (1958)

У 1959 році на наполегливу пропозицію інституту електрозварювання імені Євгена Патона були розгорнені роботи з переорієнтації заводу на випуск електрозварювального устаткування. Першими зварювальними апаратами з маркою КЗЕЗУ були зварювальний автомат АБС для зварювання під флюсом; автомат А-482 для дугового наплавлення під флюсом; машина МТ — 7515 для контактного точкового зварювання.
У 1971—1985 роках з освоюванням виробництва нового устаткування традиційних видів зварки, КЗЕЗУ розпочав випуск унікальних нових підвісних машин типу К-355 для контактного стикового зварювання рейок. Засвоєно випуск цілого ряду машин та пересувних комплексів для дугового автоматичного зварювання в стаціонарних та польових умовах.
На початку 1980-х років завод розпочав виготовлення полуавтоматів типу ПДГ-508 та стаціонарних рейкозварювальних машин К-190ПА. Саме в ці роки нарощується виробництво товарів побутового призначення, здійснюється реконструкція заводу.
З 1987 року починається випуск серії автоматів для дугового зварювання і наплавлення під флюсом та порошковими матеріалами.
З 1990 року директором заводу обраний головний інженер заводу — Микитин Ярослав Іванович, який згодом став академіком інженерних наук, Героєм України.
У 1995 році, продовжуючи співпрацю з інститутом електрозварювання імені Є. В. Патона, завод робить потужний ривок по ставленню на виробництво універсальних зварювальних випрямлячів, зварювальних трансформаторів на 110А, 259А, 315А, 500А. Починається виробництво мобільних 4-х постових пересувних зварювальних агрегатів на базі автомобілів й тракторів. У 1996 році завод засвоїв випуск серії машин для контактного точкового зварювання, а також шовного зварювання; нових комп'ютеризованих рейкозварювальних машин; також К-924 (для зварювання хрестовин стрілкових переводів).
Завод займає площу — 255 000 м². Колектив складається з висококваліфікованих керівників, інженерів, робітників. На території заводу функціонує санаторій-профілакторій, медичний пункт, їдальня.
До російського вторгнення в Україну продукція заводу постачалася в більшість країн світу, зокрема в Росію, США, Австрію, Китай, Корею.
КЗЕЗУ — найбільша в Україні та СНД інжинірингова та виробнича компанія, яка традиційно спеціалізується на проєктуванні, виготовленню, комплексному постачанні та сервісному обслуговуванні надійного сучасного електрозварювального устаткування.

### Російське вторгнення в Україну (з 2022)
24 лютого 2022 року російські війська окупували Каховку, в тому числі і підприємство.
16 грудня 2022 року окупанти обстріляли район заводу, зруйновано дах житлового будинку поруч з заводом.
24 грудня 2022 року росіяни знову завдали обстрілу прилягаючим до заводу вулицям, внаслідок якого з багатьох вікон повилітало скло
.
25 лютого 2023 року російські окупанти вчергове обстріляли територію заводу в тимчасово окупованій ними ж Каховці, пошкоджено огорожу заводу. Згодом, окупанти замінували Завод, який самі ж обстрілювали.